# 三浦淳 (地方公務員)
三浦 淳（みうら あつし、1952年 - ）は、日本の地方公務員。川崎市総合企画局長や、川崎市副市長を経て、公益財団法人川崎市産業振興財団理事長。

## 人物・経歴
神奈川県川崎市生まれ。1971年神奈川県立川崎高等学校卒業。1975年横浜国立大学経済学部卒業。大学卒業後は川崎市を良くしたいという思いから、横浜国立大学生の進路としては珍しかった川崎市役所に入庁。予算や、まちづくりなどを担当し、2006年総合企画局長に就任。
2010年4月 総合企画局長を平岡陽一と交代し曽禰純一郎の後任として川崎市副市長を務め、経済政策、環境政策、福祉行政等を担当し、京浜臨海部国際戦略特区の整備などにあたった。2018年副市長退任。同年公益財団法人川崎市産業振興財団理事長に就任し、中小企業支援などにあたった。
2022年 (令和4年) 秋の叙勲で瑞宝中綬章を受章。